# Die Geburt der Venus (Bouguereau)
Die Geburt der Venus (La Naissance de Vénus) ist der Name eines Ölgemäldes von William Adolphe Bouguereau aus dem Jahr 1879. Das 3 × 2,15 Meter große Bild zeigt die Geburt der Göttin Venus, die nach einer Variante in der griechischen Mythologie aus dem Schaum vor der Insel Zypern geboren wurde.
Bouguereaus Die Geburt der Venus wurde beim Pariser Salon des Jahres 1879 aufgenommen und gewann den Prix de Rome. Im selben Jahr wurde es vom Musée du Luxembourg in Paris aufgekauft, in dem es bis 1920 ausgestellt wurde. Anschließend wurde es im Depot des Musée des Beaux-Arts de Nantes aufbewahrt, bevor es 1979 nach Paris zurückkehrte und seither im Musée d’Orsay ausgestellt wird.
Das Gemälde ist ein typisches Beispiel der akademischen Kunst seiner Zeit, durchgeführt in einer perfektionierten naturalistischen Maltechnik. Bouguereau stützte sich auf klassische Vorbilder, versuchte aber immer, die „Ur-Bilder“ zu verlebendigen. So verstärkte er bei seiner „Geburt der Venus“ die Bewegungen des Körpers und betonte den Schwung der Hüften noch etwas mehr, als es beim Vorbild – der Aphrodite von Kyrene (Rom, Museo Nazionale Romano) – der Fall war. Das Ergebnis dieser kleinen Änderungen, die die erotische Ausstrahlung der „Venus“ erhöhten, kam beim Publikum gut an. Gleichzeitig war er dank des antiken Vorbildes über jegliche moralisierende Kritik erhaben.